# Начальник штабу Армії США
Нача́льник шта́бу А́рмії США (англ. Chief of Staff of the United States Army, CSA) — найвища офіцерська посада в армії США. Як офіцер найвищого рангу начальник штабу є головним військовим радником і заступником секретаря Армії і на чолі свого офісу входить до складу Департаменту Армії. До того ж він є одним з членів Об'єднаного комітету начальників штабів Збройних сил США (10 U.S.C. § 151) і, відповідно, військовим радником Ради національної безпеки, міністра оборони та президента Сполучених Штатів. Зазвичай є офіцером найвищого рангу, що перебуває на дійсній службі в армії США, якщо тільки голова або заступник голови Об'єднаного комітету начальників штабів не є офіцерами Армії.
Посада начальника штабу Армії в Пентагоні — адміністративна. Хоча начальник штабу Армії США не має повноважень оперативного керівництва власне армійськими силами (це входить до компетенції командувачів Об'єднаних командувань, які підпорядковуються напряму міністру оборони), він здійснює загальний контроль і управління армійськими Командуваннями, формуваннями, установами та організаціями як особа, визначеними секретарем Армії.
Кандидатуру на посаду начальника штабу армії США на чотирирічний термін висуває особисто Президент США лише з числа чотирьохзіркових генералів армії США, яка затверджується Сенатом. Перебування генерала на цій посаді можливо на один додатковий термін, але лише в разі війни або надзвичайного стану, оголошеного Конгресом.
Начальник штабу підпорядковується безпосередньо міністру армії і допомагає йому у військових питаннях, у тому числі у діяльності сухопутних військ, у питаннях матеріального забезпечення та розробці планів і програм діяльності армії. Також він представляє бюджети і прогнози перспективного розвитку армії на затвердження Міністерству оборони країни. За необхідності керує генеральним інспектором. Під керівництвом секретаря призначає військовослужбовців на вищі посади в армії та розподіляє ресурси в Об'єднані командування в межах своїх повноважень.
До 1903 року військовим керівником армії був командувач армією США.
Поточним начальником штабу є генерал Ренді Джордж (з 21 вересня 2023), до цього виконуючи обов'язки начальника штабу з 4 серпня.
Штаб-квартира начальника штабу армії США з його офісом розміщується в офіційній резиденції, 1-й квартал на об'єднаній базі Маєр-Гендерсон-Холл у штаті Вірджинія.

## Список начальників штабів армії США (з 1903)
| №     | Начальник штабу                                                     | Фото | Початок повноважень | Закінчення повноважень | Прим. |
| ----- | ------------------------------------------------------------------- | ---- | ------------------- | ---------------------- | --- |
| 1.    | генерал-лейтенант Самуель Янг (9 січня 1840 — 1 вересня 1924)       |      | 15 серпня 1903      | 8 січня 1904           | |
| 2.    | генерал-лейтенант Адна Чаффі (14 квітня 1842 — 1 листопада 1914)    |      | 19 серпня 1904      | 14 січня 1906          | |
| 3.    | генерал-лейтенант Джон Бейтс (26 серпня 1842 — 4 лютого 1919)       |      | 15 січня 1906       | 13 квітня 1906         | |
| 4.    | генерал-майор Джеймс Франклін Белл (9 січня 1856 — 8 січня 1919)    |      | 14 квітня 1906      | 21 квітня 1910         | |
| 5.    | генерал-майор Леонард Вуд (9 жовтня 1860 — 7 серпня 1927)           |      | 22 квітня 1910      | 21 квітня 1914         | |
| 6.    | генерал-майор Вільям Возерспун (16 листопада 1850 — 21 жовтня 1921) |      | 22 квітня 1914      | 16 листопада 1914      | |
| 7.    | генерал-майор Г'ю Ленокс Скотт (22 вересня 1853 — 30 квітня 1934)   |      | 17 листопада 1914   | 22 вересня 1917        | |
| 8.    | генерал Таскер Блісс (31 грудня 1853 — 9 листопада 1930)            |      | 23 вересня 1917     | 19 травня 1918         | |
| 9.    | генерал Пейтон Марч (27 грудня 1864 — 13 квітня 1955)               |      | 20 травня 1918      | 30 червня 1921         | |
| 10.   | Генерал армій США Джон Першинг (13 вересня 1860 — 15 липня 1948)    |      | 1 липня 1921        | 13 вересня 1924        | Верховний Головнокомандувач військ США в Європі (1917–1918) |
| 11.   | генерал-майор Джон Гайнс (21 травня 1868 — 13 жовтня 1968)          |      | 14 вересня 1924     | 20 листопада 1926      | |
| 12.   | генерал Чарльз Саммерел (4 березня 1867 — 14 травня 1955)           |      | 21 листопада 1926   | 20 листопада 1930      | |
| 13.   | генерал-майор Дуглас Макартур (26 січня 1880 — 5 квітня 1964)       |      | 21 листопада 1930   | 1 жовтня 1935          | Головнокомандувач союзними окупаці́йними військами (1945–1951) |
| 14.   | генерал Малін Крейг (5 серпня 1875 — 25 липня 1945)                 |      | 2 жовтня 1935       | 31 серпня 1939         | |
| 15.   | генерал армії Джордж Маршалл (31 грудня 1880 — 16 жовтня 1959)      |      | 1 вересня 1939      | 18 листопада 1945      | Державний секретар США (1947—1949) міністр оборони США (1950—1951) Ініціатор плану Маршалла Лауреат Нобелівської премії миру 1953                                                       |
| 16.   | генерал армії Дуайт Ейзенхауер (14 жовтня 1890 — 28 березня 1969)   |      | 19 листопада 1945   | 6 лютого 1948          | Верховний головнокомандувач Союзних експедиційних сил в Європі (1943–1945) Верховний головнокомандувач Об'єднаних збройних сил НАТО в Європі (1951–1952) 34-й Президент США (1953–1961) |
| 17.   | генерал Омар Бредлі (12 лютого 1893 — 8 квітня 1981)                |      | 7 лютого 1948       | 15 серпня 1949         | Голова Об'єднаного комітету начальників штабів США (1949–1953) |
| 18.   | генерал Лоутон Коллінз (1 травня 1896 — 12 вересня 1987)            |      | 16 серпня 1949      | 14 серпня 1953         | Заступник начальника штабу Армії США (1947–1949) |
| 19.   | генерал Метью Ріджвей (3 березня 1895 — 26 липня 1993)              |      | 15 серпня 1953      | 29 червня 1955         | Верховний головнокомандувач Об'єднаних збройних сил НАТО в Європі (1952–1953) |
| 20.   | генерал Максвелл Д.Тейлор (26 серпня 1901 — 19 квітня 1987)         |      | 30 червня 1955      | 30 червня 1959         | Голова Об'єднаного комітету начальників штабів США (1962–1964) |
| 21.   | генерал Ліман Лемніцер (29 серпня 1899 — 12 листопада 1988)         |      | 1 липня 1959        | 30 вересня 1960        | Голова Об'єднаного комітету начальників штабів США (1960–1962) Верховний головнокомандувач Об'єднаних збройних сил НАТО в Європі (1963–1969)                                            |
| 22.   | генерал Джордж Декер (16 лютого 1902 — 6 лютого 1980)               |      | 1 жовтня 1960       | 30 вересня 1962        | Заступник начальника штабу Армії США (1959–1960) |
| 23.   | генерал Ерл Вілер (13 січня 1908 — 18 грудня 1975)                  |      | 1 жовтня 1962       | 2 липня 1964           | Голова Об'єднаного комітету начальників штабів США (1964–1970) |
| 24.   | генерал Гарольд Кейт Джонсон (22 лютого 1912 — 24 вересня 1983)     |      | 3 липня 1964        | 2 липня 1968           | |
| 25.   | генерал Вільям Вестморленд (26 березня 1914 — 18 липня 2005)        |      | 3 липня 1968        | 30 червня 1972         | |
| (ТВО) | генерал Брюс Палмер (13 квітня 1913 — 10 жовтня 2000)               |      | 1 липня 1972        | 11 жовтня 1972         | Заступник начальника штабу Армії США (1968—1973) |
| 26.   | генерал Крейтон Абрамс (15 вересня 1914 — 4 вересня 1974)           |      | 12 жовтня 1972      | 4 вересня 1974         | |
| 27.   | генерал Фредерік Вейенд (15 вересня 1916 — 10 лютого 2010)          |      | 3 жовтня 1974       | 30 вересня 1976        | Заступник начальника штабу Армії США (1973—1974) |
| 28.   | генерал Бернард Роджерс (16 липня 1921 — 27 жовтня 2008)            |      | 1 жовтня 1976       | 21 червня 1979         | Верховний головнокомандувач Об'єднаних збройних сил НАТО в Європі (1979–1987) |
| 29.   | генерал Едвард Меєр (11 грудня 1928 — 13 жовтня 2020)               |      | 22 червня 1979      | 21 червня 1983         | |
| 30.   | генерал Джон Адамс Вікем (25 червня 1928 — 11 травня 2024)          |      | 23 липня 1983       | 23 червня 1987         | |
| 31.   | генерал Карл Вуоно (нар. 18 жовтня 1934)                            |      | 23 червня 1987      | 21 червня 1991         | |
| 32.   | генерал Гордон Салліван (нар. 25 вересня 1937)                      |      | 21 червня 1991      | 20 червня 1995         | |
| 33.   | генерал Денніс Реймер (нар. 12 липня 1939)                          |      | 20 червня 1995      | 21 червня 1999         | |
| 34.   | генерал Ерік Шінсекі (нар. 28 листопада 1942)                       |      | 21 червня 1999      | 11 червня 2003         | Заступник начальника штабу Армії США (1998—1999) Міністр у справах ветеранів (2009–2014)                                                                                                |
| 35.   | генерал Пітер Шумайкер (нар. 12 лютого 1946)                        |      | 1 серпня 2003       | 10 квітня 2007         | |
| 36.   | генерал Джордж Кейсі (нар. 22 липня 1948)                           |      | 10 квітня 2007      | 10 квітня 2011         | Заступник начальника штабу Армії США (2003—2004) |
| 37.   | генерал Мартін Демпсі (нар. 14 березня 1952)                        |      | 11 квітня 2011      | 7 вересня 2011         | Голова Об'єднаного комітету начальників штабів США (2011—2015) |
| 38.   | генерал Раймонд Одіерно (8 вересня 1954 — 8 жовтня 2021)            |      | 7 вересня 2011      | 14 серпня 2015         | |
| 39.   | генерал Марк Міллі (нар. 20 червня 1958)                            |      | 14 серпня 2015      | 9 серпня 2019          | Голова Об'єднаного комітету начальників штабів США (2019—2023) |
| 40.   | генерал Джеймс Макконвіль (нар. 16 березня 1959)                    |      | 9 серпня 2019       | 4 серпня 2023          | Заступник начальника штабу Армії США (2017—2019) |
| 41.   | генерал Ренді Джордж (нар. 1 листопада 1964)                        |      | 21 вересня 2023     | чинний                 | Заступник начальника штабу Армії США (2022—2023) |